# Johannes Weinrich
Johannes Weinrich, conegut pel nom de guerra «Steve», (Brakel, Rin del Nord-Westfàlia, 21 de juliol de 1947) és un activista polític alemany, cofundador i segon comandant en cap del grup Cèl·lules Revolucionàries i, posteriorment, associat amb Ilich Ramírez Sánchez («Carlos el Xacal»), com a cap d'operacions del Grup Carlos. Detingut i empresonat el 1995, compleix a Alemanya una pena de presó perpètua per múltiples assassinats.

## Trajectòria
Weinrich va créixer a la petita ciutat de Schwerte, prop de Dortmund, com a fill d'un professor. Durant els anys 1960 va estudiar a la Universitat del Ruhr, a Bochum, i va ser militant de la Federació Socialista Alemanya d'Estudiants (SDS) i la Comissió General d'Estudiants (AStA), en una època d'efervescència revolucionària del moviment estudiantil alemany. A prop de la universitat, al carrer Overbergstrasse de Bochum, va fundar la llibreria col·lectiva d'esquerres Politische Buchhandlung GmbH. Després, es va mudar a Frankfurt del Main per estudiar a la Universitat de Frankfurt i va treballar a l'editorial Verlag Roter Stern (actualment, Stroemfeld Verlag). A l'editorial va conèixer a Wilfried Böse, amb qui fundaria temps després l'organització armada Cèl·lules Revolucionàries, mentre compaginaven la feina. El 1975 van aconseguir viatjar al Iemen del Sud per a rebre formació militar en campaments d'entrenament, gràcies a l'ajuda del Front Popular per a l'Alliberament de Palestina (FPLP). En aquesta etapa es va vincular, en perspectiva internacional, a la facció Maniobres Externes, dirigida per Wadi Haddad.
A la mort del líder palestí, es va unir a Ilich Ramírez Sánchez («Carlos el Xacal») en la creació d'una organització internacional, comunament anomenada Grup Carlos, per tal de vincular la lluita armada amb objectius d'arreu del món. Durant un temps dels anys 1970, Weinrich va ser parella de Magdalena Kopp, qui ho va deixar per convertir-se en l'esposa de Carlos el 1979. Després de la mort de Wilfried Böse i Brigitte Kuhlmann, a l'Operació Entebbe, el juliol de 1976, la direcció de Cèl·lules Revolucionàries va quedar en mans de Weinrich. Entre les accions atribuïdes al grup de mercenaris hi ha l'atac contra el Centre Cultural Casa França, el 25 d'agost de 1983 a Berlín Occidental —un mort, vint-i-tres ferits—; diferents atemptats amb bomba al centre de París, on la revista Al-Watan al-Arabi tenia les seves oficines —un mort—; atemptat amb bomba a l'estació de trens Saint Charles de Marsella —cinc morts—; atemptat amb bomba al TGV Valenciennes —tres morts—; atac amb dos coets RPG-7 contra un Boeing 707 de l'aerolínia israeliana El Al a l'aeroport de París-Orly, que va fallar el tir i va impactar contra un edifici i un avió buit; atac a l'estació de Radio Free Europe a Múnic i l'atac contra l'ambaixador d'Aràbia Saudita a Atenes.

### Judicis i condemnes
L'1 de juny de 1995 va ser detingut a Aden, Iemen, pels seus antics associats i lliurat al govern alemany, com a mostra de la fi de la Guerra Freda. El 17 de gener de 2000 va ser condemnat a presó perpètua per l'atac contra el Centre Cultural Casa França, amb l'agreujant de culpa comprovada. L'extinent coronel Helmut Voigt, excap del Departament XXII —lluita contra el terrorisme— de la Stasi, va ser declarat culpable de complicitat en l'atac i va ser rebre una pena de quatre anys de presó. El diplomàtic sirià, Nabil Chretah, que llavors treballava per a l'ambaixada de Síria a Berlín Oriental, també va ser acusat de còmplice d'assassinat el gener de 2000, amb una pena de presó de dos anys, però la sentència va ser suspesa. També va ser jutjat i condemnat amb pena de presó perpètua pels atacs contra el Boeing 707 israelià a París-Orly, contra l'estació de Radio Free Europe a Múnic i contra l'ambaixador saudí a Atenes. En el cas dels atacs a Alemanya, Weinrich va ser absolt per falta de proves.
El 2009, el govern francès va sol·licitar l'extradició, però aquesta va ser rebutjada. Posteriorment, es va tramitar i, el 7 de novembre de 2011, es va iniciar a París un judici contra Carlos, Kamal al Issawi i els alemanys Christa Margot Frohlich i Weinrich per quatre atemptats: l'atac contra un tren de la ruta Tolosa de Llenguadoc-París el 29 de març de 1982 —cinc morts—, l'atac amb cotxe-bomba contra la seu de la revista Al-Watan Al-Arabi a París el 22 d'abril de 1982 -un mort-, l'atac contra l'estació de trens Saint Charles de Marsella -dos morts- i l'atac contra un TGV a Tain el 31 de desembre de 1983 —tres morts—, ambdós realitzats el 31 de desembre de 1983. Al judici hi van assistir 51 querellants civils, 23 testimonis i 4 experts. Després d'escoltar les deliberacions i els informes dels testimonis, Weinrich, Carlos i Issawi van ser sentenciats, la nit del 15 de desembre de 2011, a penes de presó perpètua, amb un termini mínim de compliment de 18 anys per a poder sol·licitar qualsevol benefici processal, mentre que l'alemanya Christa Margot Frohlich va ser absolta dels càrrecs.